# ردیف تصویرسازی فلش
ردیف تصویرسازی FLASH (به انگلیسی: مخفف Fast Low Angle Shot Magnetic Resonance Imaging) نوعی ردیف ضربانی 2D-FT در ام آر آی است. در برخی سیستم‌ها این ردیف تصویرسازی SPGR نامیده می‌شود.
در این ردیف ضربانی که از نوع ردیف تصویرسازی گرادیان اکو است، از پالس‌های برانگیزندهٔ با زاویه تکان کوچکی استفاده می‌شود که هدف از آن بهینه سازی نسبت سیگنال به نویز در تصاویر ام آر آی است.
این روش نخستین بار در ۱۹۸۵ ابداع گردید.

## جستارهای دیگر
- ردیف تصویرسازی اسپین اکو